# Ратча (Псковская область)
Ратча — деревня в Бежаницком районе Псковской области. Входит в состав сельского поселения муниципальное образование «Полистовское».
Расположена в 7 км к востоку от побережья озера Полисто, в 45 км к северо-востоку от райцентра Бежаницы.
До 3 июня 2010 года деревня входила в состав ныне упразднённой Цевельской волости.